# 이피제니

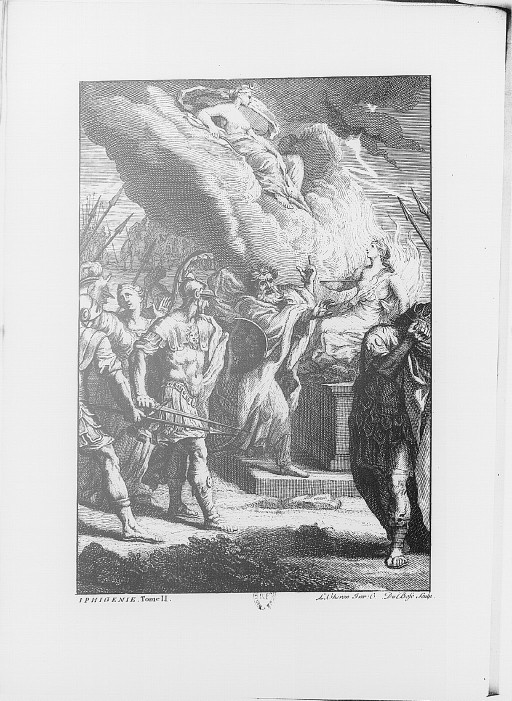

이피제니(Iphigénie)는 ＜앙드로마크＞, ＜페드르＞와 더불어 그리스 신화를 소재로 한 장 라신의 작품이다. 라신은 잘 알려진 에우리피데스의 비극을 참고해 작품을 썼다. 하지만 “신이 이피게네이아를 죽음 직전에 사슴과 바꿔치기한다”라는 결말만은 받아들일 수 없었다. 에우리피데스 시절에나 믿었을 기적이었다. 그는 다른 결말을 원했다. 파우사니아스의 글이 실마리를 제공했다. 제물로 바쳐진 것은 ‘헬레네와 테세우스 사이에서 난 이피게네이아’라는 기록이었다. 그녀는 라신의 손에서 ‘에리필’이라는 인물로 다시 태어났다. 아실을 사랑하게 된 에리필은 연적 이피제니를 제거하기 위해 신탁이 이행되도록 계략을 꾸민다. 이피제니가 희생되기 직전, 베일에 가려졌던 에리필의 출생이 밝혀진다. 제대에 그녀의 피가 흐르자 고요하던 그리스 연안에 바람이 불기 시작한다. 에리필이 바로 “헬렌의 피를 이어 받은 소녀, 이피제니”였던 것이다. 새로운 결말에 당대 관객은 열렬한 호응을 보냈다. 이로써 ＜이피제니＞는 라신의 성공작으로 자리매김했다.

## 배경
이 극은 프랑슈-콩테 지방 정벌 기념으로 루이 14세가 베르사유에서 연 궁정축제에서 1674년 8월 18일 초연된다. 라신의 ＜이피제니＞는 그리스 극작가 에우리피데스의 비극을 모델로 삼는다. 에우리피데스는 아가멤논(아가멤농)의 딸 이피게네이아(이피제니)를 다룬 두 편의 비극 ＜아울리스의 이피게네이아(올리드의 이피제니)＞(BC 406)와 ＜타우리스의 이피게네이아(토리드의 이피제니)＞(BC 413)를 썼다. 라신의 ＜이피제니＞는 전편 ＜올리드의 이피제니＞와 내용상 유사하다. 극은 그리스의 미녀 헬레네(엘렌)를 둘러싸고 벌어지는 그 유명한 트로이 전쟁이 시작되기 직전, 그리스군의 이야기를 다룬다. 엘렌의 부친이 그녀의 구혼자들에게 시킨 맹세 때문에 트로이 왕자 파리스에게서 그녀를 되찾고자 전쟁을 위한 동맹이 결성된 것은 잘 알려져 있다(300∼304행). 헤라, 아테나, 아프로디테 세 여신이 황금사과를 상으로 미의 경합을 벌이다 트로이 왕자 파리스를 심판자로 정한다. 파리스는 절세의 미녀를 대가로 약속한 아프로디테를 선택하고 헬레네를 얻는다.
라신 비극은 에우리피데스 비극과 약간 차이가 있다. 트로이 정벌을 앞두고 바람이 불지 않자, 아르고스의 왕 아가멤농에게 딸 이피제니를 희생시키라는 신탁이 내려진다. 에우리피데스 비극에서는 이피제니가 희생되기 직전 아르테미스 여신이 그녀를 암사슴으로 대체한다. 반면 라신 비극에서 이피제니는 아실(아킬레우스)과 연인 사이며, 아실을 흠모하는 에리필이란 인물이 추가되어 이피제니를 질투한다. 라신의 ＜이피제니＞에서 결말은 어릴 때 ‘이피제니’로 불렸던 에리필의 죽음이다. 비극의 결말을 여신의 개입이 아닌 인간의 질투에서 찾은 셈이다. 에리필이라는 인물의 창안에 대해 라신은 ＜이피제니＞ 서문에서 상세히 설명한다.
라신의 ＜이피제니＞에서 아가멤농은 딸을 희생자로 요구하는 신탁을 이행하기 위해 미센(미케네)으로 사자를 보낸다. 아실(아킬레우스)과의 결혼을 핑계로 딸 이피제니를 올리드 올리드(아울리스)는 에게해에 위치한 항구로서 그리스 반도 내에서 트로이와 상대적으로 가까운 곳이다. 내륙 각 지방의 왕과 군대가 집결하여 트로이 정벌을 떠나기 위한 요충지인 셈이다.
그런데 극이 시작되면 그는 신하를 깨워 자기의 뜻을 번복하는 편지를 보낸다. 대의를 위해 딸을 희생시켜야만 하는 아가멤농의 의무와 딸에 대한 부성애 사이에서 그가 겪는 내적 갈등이 극에 몇 차례의 반전을 가져온다. 아가멤농은 그가 보낸 편지를 받지 못한 채 올리드에 도착한 아내와 딸을 만나게 되고, 희생을 종용하는 율리스(오디세우스)로 인해 딸을 살리기를 포기한다. 이피제니의 순진함과 부친에 대한 존경심은 갈등하는 부성애를 더욱 자극한다. 그런데 아실이 그녀를 살리라고 위협하자 화가 난 아가멤농은 딸의 죽음을 결심한다(1425행). 그러나 곧 생각을 바꾸어 딸을 살리되 그녀와 아실의 만남을 금지하기로 마음을 굳힌다(1460행). “아실의 대담함을 모욕할 순 없을까?/딸이 그의 눈에 고통거리가 되게 하자./딸을 사랑하니, 딸이 다른 이를 위해 살도록.”(1458∼1460행).
그들의 도주는 에리필의 밀고로 실패로 돌아가지만 아실의 분전으로 희생은 지연된다. 그때 사제인 칼카스가 진정한 희생자가 누구인지를 알리는 신의 목소리를 전하고, 에리필의 피가 흐르자 바람이 불기 시작한다. 아가멤농은 신탁의 이행을 요구하는 이들과의 갈등, 희생에 반대하는 아내와의 갈등, 자기 연인을 지키려는 아실과의 자존심을 세운 갈등 등을 겪는다. 아가멤농의 갈등에 이어 왕의 명령으로부터 딸을 지키려는 왕비, 자신의 목숨과 사랑을 희생함으로써 부친의 대의를 이루게 하려는 이피제니의 숭고한 정신, 전 군대에 맞서서 연인과 자신의 명예를 지키려는 아실 등 이들이 보여주는 다양한 반응이 극적 움직임을 형성한다.
비극 ＜이피제니＞는 등장인물의 공적 또는 사적인 관점을 뒷받침하는 논거가 충돌하며 상황이 진행될 뿐 아니라 애정과 질투, 기대와 실망, 분노와 감사 등 다양한 감정 언어가 표출되는 수사 언어의 각축장이다. 논리적 충돌로는 트로이 출정을 위한 이피제니의 희생 문제를 둘러싸고 왕 아가멤농, 왕비 클리템네스트르, 이피제니 자신, 그리스의 명장 아실(아킬레우스), 아실을 사랑하는 에리필 등이 각자의 입장에서 첨예하게 대립한다. 감정의 수사로는 부모에 대한 이피제니의 애정, 이피제니에 대한 부성애와 모성애, 아실과 이피제니의 애정, 이피제니에 대한 에리필의 질투, 딸의 희생을 강요하는 남편에 대한 아내 클리템네스트르의 분노, 자신과의 결혼을 핑계로 이피제니를 죽음의 장소에 부른 아가멤농의 계책에 대한 아실의 분노 등이 있다.